# Bónyi-kút
A Bónyi-kút egy forrás Mogyoróska közelében, mely az Országos Kéktúra útvonalától kb. 100 méterre található.

## Története
A Bónyi-kút forrás foglalása abban az időben történhetett (legalább 80-100 éve), amikor még a nagyszámú legelő lábasjószágnak legelő közeli ivóvíz ellátásra volt szüksége. A legeltetés visszahúzódása után (1980-as évek) a forrás turisztikai, közjóléti szerephez jutott, hiszen az Országos Kéktúra mentén helyezkedik el, és újabban számos falubeli vagy nyaraló vendég az ivóvizét a forrásból nyeri. 1997-ben egy fából készült esőbeállót helyeztek el, illetve egy tűzrakó helyet is kialakítottak a forrás közelében.

## Vízjárása
A Bónyi-kút vízjárását - a források nagyobb részéhez hasonlóan - a hóolvadás és a csapadék határozza meg. A kút hozama az év nagyobb részében 5-10 liter/perc között alakul. A Zemplénben - mint általában a vulkanikus eredetű hegységekben - sok, viszonylag kis hozamú forrás fakad. Mogyoróska település határában 11 forrás létezése ismeretes, pl.: Tölgyes kút stb.
Az olyan 5 liter/percet meghaladó vízhozamú források, mint a Bónyi-kút, hazánkban 1996 óta ex lege védelem alatt állnak. Ez azt jelenti, hogy természetvédelmi oltalmuk biztosításához nem szükséges lefolytatni külön védetté nyilvánítási eljárást. A bő hozamú források kiemelt természetvédelmi oltalmát elsősorban élőhelyi jelentőségük indokolja. A forrásmedencében a forrás által táplált vízfolyásokban, valamint az ezek partjait kísérő vegetációban számos védett növény- és állatfaj (halak, kétéltűek, hüllők, rákok stb.) találja meg élőhelyét.

## Gazdasága
A Bónyi-kútnál erdei pihenést szolgáló esőbeállót és a kapcsolódó erdei pihenőhelyen erdei bútorgarnitúrákat, tűzrakó helyet helyezett el a Háromhegy Erdőbirtokossági Társulat. A Háromhegy Erdőbirtokossági Társulat (Ebt.) az 1994. évi XLIX. törvény alapján működő magántársaság. A társaság a tulajdonában lévő közel 110 hektáron végez erdőgazdálkodási tevékenységet. A társaságban 126 magánszemély rendelkezik társulati érdekeltséggel. Az Ebt. fenntartható, többcélú erdőgazdálkodást folytat a magántulajdonosi szempontok figyelembe vételével. Kiemelt célkitűzésük az erdei erőforrások oly módon történő hasznosítása, hogy a helyi emberek munkája helyi szinten generáljon méltányos életfeltételeket. Az erdőbirtokossági társulat alapvető feladata, hogy a helyi emberek tűzifa ellátását megoldja.
Az ember a természet erőforrásaiból biztosítja a megélhetését, és ennek érdekében gazdálkodik az erőforrásokkal, így az erdővel is. A mai kor erdőgazdálkodójának legfontosabb feladata, hogy a meglévő erdővagyonnal hosszútávon, tartamosan úgy gazdálkodjon, hogy a társadalom erdő iránti igényeinek mind magasabb fokú kielégítése mellett a favagyon sem mennyiségben, sem értékben ne csökkenjen, és a gazdálkodás lehetősége a jövő nemzedékei számára is fenntartható maradjon.
Tüzet csak a kijelölt tűzrakó helyen szabad gyújtani! Szemetelni, bármit megrongálni tilos!